# الشركة الوطنية السعودية لصناعة السيارات
الشركة الوطنية السعودية لصناعة السيارات (سنام) يُعد المشروع الأول لتجميع وصناعة السيارات في المملكة العربية السعودية ويسهم المشروع في تحقيق أحد مستهدفات رؤية السعودية 2030 لدعم وتوطين الصناعات التي لها عائد عالي على الاقتصاد الوطني للملكة، وتبلغ قيمة المرحلة الأولى من المشروع 300 مليون ريال.

## نبذة
سنام المشروع الأكبر والأول في المملكة العربية السعودية. يقع في مدينة الجبيل الصناعية، كان العمل على هذا المشروع يجري منذ فترة وبسبب جائحة كورونا تأخَّرت إجراءات إنطلاقه، تبلغ مساحة التجميع للمصنع 84 ألف متر مربع، وتصل مع مساحة التجارب إلى 120 ألف متر مربع، بهدف الوصول إلى طاقة إنتاجية 30 ألف سيارة سنويا.

## تاريخ
- تم تحديد متطلبات المشروع بنهاية 2018.
- تم توقيع إتفاقية تعاون مع شركة سانغ يونغ الكورية لإنشاء المصنع في عام 2019.[4]
- تم وضع حجر الأساس في 26 يناير 2022.[5]

## الاهداف
- أنتاج سيارة بموجب رخصة تصنيع ذات علامة تجارية دولية.[6]
- صنع سيارة بعلامة تجارية محلية بناءً على علامة تجارية دولية.[6]
- تأسيس وإيجاد موردين محليين في المملكة العربية السعودية لقطع غيار السيارات.[6]
- توطين الصناعة وتوطينها من خلال التدريب والتعليم الدوليين.[6]
- نقل التقنية وإنشاء مراكز للبحث والتطوير في صناعة السيارات محلياً.[6]

## وصلات خارجية
- رئيس «سنام» للعربية: سنبدأ إنتاج 10 آلاف سيارة
- سنام .. أول مصنع لتجميع السيارات في السعودية
- افتتاح أول مصنع لتجميع سيارات الركاب في السعودية
- السعودية تدشن أول مصنع تجميع سيارات